# ベリン
ベリン（Verín）は、スペイン・ガリシア州オウレンセ県のムニシピオ（基礎自治体）。ポルトガルとの国境地帯にある。近隣の自治体と構成するコマルカ・デ・ベリンの中心自治体。自治体住民名簿によると、2012年の人口は14,707人（2010年：14,633人、2009年：14,391人、2008年:14,237人、2004年：13,585人）で、県都オウレンセに次ぐ2番目の規模の町である。北はカストレーロ・ド・バル、東はビラルデボス、西はオインブラ、北東はモンテレイの各自治体と、そして南はポルトガルと境界をなす。面積は93.9平方km、15の教区に分かれる。
エントロイド（カーニバル）が有名。住民呼称はverinés/-esa、または男女同形のverinense。
ガリシア語話者の自治体人口に占める割合は92.68％（2001年）。

## 地理
ベリンはオウレンセ県の南東部に位置し、コマルカ・デ・ベリンに属する。北をカストレーロ・ド・バルと、東はビラルデボスと、西をオインブラとモンテレイの各自治体と接し、南はポルトガルとの国境となっている。肥沃なバル・ド・モンテレイ地区の中心に位置する。自治体中心地区はベリン教区のベリン地区。
ベリンはベリン司法管轄区に属し、同管轄区の中心自治体である。

### 人口
住民は15の教区の18の地区（集落）に居住する。
| ベリンの人口推移 1900－2010                             |
|                                                         |
| 出典:INE（スペイン国立統計局）1900年 - 1991年、1996年 - |

## 政治
自治体首長はガリシア国民党（PPdeG）のショアン・マヌエル・ヒメネス・モラン（Xoán Manuel Jiménez Morán）、自治体評議員はガリシア国民党：10、ガリシア社会党（PSdeG-PSOE）：4、ガリシア民族主義ブロック（BNG）：3となっている（2011年5月22日の自治体選挙結果、得票順）。
| 1999年6月13日自治体選挙 |        |        |          |
| 政党                    | 得票数 | 得票率 | 獲得議席 |
| PPdeG                   | 3,432  | 49.57% | 9        |
| PSdeG-PSOE              | 1,794  | 25.91% | 5        |
| BNG                     | 1,333  | 19.25% | 3        |
| DG                      | 311    | 4.49%  | 0        |

| 2003年5月25日自治体選挙 |        |        |          |
| 政党                    | 得票数 | 得票率 | 獲得議席 |
| PPdeG                   | 3,223  | 39.79% | 8        |
| PSdeG-PSOE              | 2,005  | 24.75% | 4        |
| VI                      | 1,566  | 19.33% | 3        |
| BNG                     | 949    | 11.71% | 2        |
| CG                      | 288    | 3.56%  | 0        |

| 2007年5月27日自治体選挙 |        |        |          |
| 政党                    | 得票数 | 得票率 | 獲得議席 |
| PPdeG                   | 3,590  | 45.94% | 9        |
| PSdeG-PSOE              | 1,664  | 21.30% | 4        |
| BNG                     | 1,066  | 13.64% | 2        |
| VERIN                   | 735    | 9.41%  | 1        |
| ADEI-O                  | 581    | 7.44%  | 1        |

| 2011年5月22日自治体選挙 |        |        |          |
| 政党                    | 得票数 | 得票率 | 獲得議席 |
| PPdeG                   | 4,139  | 56.89% | 10       |
| PSdeG-PSOE              | 1,560  | 21.44% | 4        |
| BNG                     | 1,374  | 18.88% | 3        |

## 教区
ベリンは15の教区に分けられる。太字は自治体中心地区のある教区。
- アベデス（サンタ・マリーア）
- カブレイロア（サン・サルバドール）
- フェセス・デ・アバイショ（サンタ・マリーア）
- フェセス・デ・シーマ（サンタ・マリーア）
- マンディン（サンタ・マリーア）
- モウラソス（サン・マルティーニョ）
- パソス（サン・フィス）
- ケイルガス（サン・バルトロメウ）
- ケイサス（サン・ペドロ）
- ア・ラセーラ（サンタ・マリーア）
- タマゴス（サンタ・マリーア）
- タマゲーロス（サンタ・マリーア）
- ティントーレス（サンタ・クリスティーナ）
- ベリン（サンタ・マリーア・ア・マイヨール）
- ビラマイヨール・ド・バル（サンティアゴ）

## ギャラリー

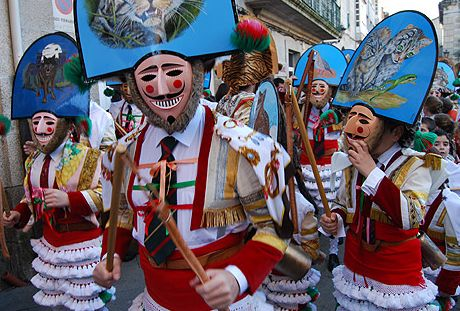
シガロン